# Parada de Instituto (TRAM Alicante)
Instituto es una parada del TRAM Metropolitano de Alicante donde prestan servicio las líneas 4 y 5. Está situada en el barrio de Playa de San Juan, entre la zona antigua y la nueva del barrio.

## Localización y características
Se encuentra ubicada en la mediana de la avenida Oviedo, en la intersección con la avenida de las Naciones y cerca de la parada de Campo de Golf de la línea 3. En esta parada se detienen los tranvías de las líneas 4 y 5. Pertenece al bucle que forma el final de ambas líneas. Dispone de un andén y una vía.

## Líneas y conexiones
| << Cabecera        | < Estación         | Línea | Estación >          | Cabecera >>    |
| ------------------ | ------------------ | ----- | ------------------- | -------------- |
| Plaza de La Coruña | Plaza de La Coruña |       | Países Escandinavos | Luceros        |
| Plaza de La Coruña | Plaza de La Coruña |       | Países Escandinavos | Puerta del Mar |

Enlace con la línea de bus urbano TAM (Masatusa): Línea 22, Av. Óscar Esplá-Cabo de la Huerta-Playa San Juan, y con la línea de bus interurbano TAM (Alcoyana): Línea 38, Playa San Juan-Hospital de Sant Joan-Universidad.